# محوطه وزنه گوره
محوطه وزنه گوره در شهرستان سروآباد، بخش اورامان تخت، روستای ناو واقع شده و این اثر در تاریخ ۱۹ مرداد ۱۳۸۴ با شمارهٔ ثبت ۱۲۷۹۵ به‌عنوان یکی از آثار ملی ایران به ثبت رسیده است.